# Barranc del Ribetell
El Barranc del Ribetell, és un barranc de l'antic terme de Montcortès de Pallars, a l'actual terme municipal de Baix Pallars, de la comarca del Pallars Sobirà.
Es forma en el vessant oriental de la Collada de Sant Quiri, des d'on davalla cap a migdia fent nombroses ziga-zagues, al sud-oest de la Costa del Pla del Corral, passa a ponent del Pla del Corral, deixant a l'oest la Pala de Sant Quiri i el Campassos i a l'est la Costa del Ribetell, i quan arriba al costat de la Costa del Pui, que queda a ponent, al cap de poc de deixar enrere la Borda del Sastre, que és a llevant, s'ajunta amb el Barranc dels Castellassos per formar el Riu d'Ancs, just a l'oest de la Solana dels Torroissos.